# Mistrovství světa ve fotbale 1962
7. Mistrovství světa ve fotbale se konalo od 30. května do 17. června 1962 ve Chile. Zúčastnilo se jej 16 celků. Finále se hrálo 17. června 1962.
Celkem padlo na turnaji 89 branek, což je v průměru 2,8 branky na zápas.
Hvězdy mistrovství světa: Garrincha (Brazílie), Viliam Schrojf (Československo), Leonel Sánchez (Chile).
Nejlepšími střelci turnaje se se 4 brankami stali Flórián Albert (Maďarsko), Valentin Ivanov (SSSR), Dražan Jerković (Jugoslávie), Leonel Sánchez (Chile), Vavá (Brazílie) a Garrincha (Brazílie).

## Stupně vítězů
| Zlato    | Stříbro        | Bronz |
| -------- | -------------- | ----- |
| Brazílie | Československo | Chile |

## Kvalifikace
Kvalifikace se zúčastnilo 56 fotbalových reprezentací, které bojovaly o 14 místenek na závěrečném turnaji. Pořadatelské Chile spolu s obhájcem titulu - Brazílií měli účast jistou.

### Kvalifikované týmy
| Země                      | Soupisky                                    |
| ------------------------- | ------------------------------------------- |
| Španělsko (Evropa)        | Archivováno 6. 3. 2016 na Wayback Machine.  |
| Jugoslávie (Evropa)       | Archivováno 3. 10. 2015 na Wayback Machine. |
| Itálie (Evropa)           | Archivováno 5. 3. 2016 na Wayback Machine.  |
| Švýcarsko (Evropa)        | Archivováno 6. 3. 2016 na Wayback Machine.  |
| Bulharsko (Evropa)        | Archivováno 6. 3. 2016 na Wayback Machine.  |
| Československo (Evropa)   | Archivováno 3. 10. 2015 na Wayback Machine. |
| Anglie (Evropa)           | Archivováno 6. 3. 2016 na Wayback Machine.  |
| NSR (Evropa)              | Archivováno 6. 7. 2020 na Wayback Machine.  |
| Maďarsko (Evropa)         | Archivováno 5. 3. 2016 na Wayback Machine.  |
| SSSR (Evropa)             | Archivováno 6. 3. 2016 na Wayback Machine.  |
| Mexiko (Střední Amerika)  | Archivováno 5. 3. 2016 na Wayback Machine.  |
| Brazílie (Jižní Amerika)  | Archivováno 9. 9. 2015 na Wayback Machine.  |
| Uruguay (Jižní Amerika)   | Archivováno 6. 3. 2016 na Wayback Machine.  |
| Argentina (Jižní Amerika) | Archivováno 6. 3. 2016 na Wayback Machine.  |
| Kolumbie (Jižní Amerika)  | Archivováno 13. 1. 2016 na Wayback Machine. |
| Chile (Jižní Amerika)     | Archivováno 6. 3. 2016 na Wayback Machine.  |

## Skupinová fáze

### Skupina A
| Tým           | Z | V | R | P | VG | IG | VG/IG | B |
| ------------- | - | - | - | - | -- | -- | ----- | - |
| Sovětský svaz | 3 | 2 | 1 | 0 | 8  | 5  | 1.60  | 5 |
| Jugoslávie    | 3 | 2 | 0 | 1 | 8  | 3  | 2.67  | 4 |
| Uruguay       | 3 | 1 | 0 | 2 | 4  | 6  | 0.67  | 2 |
| Kolumbie      | 3 | 0 | 1 | 2 | 5  | 11 | 0.45  | 1 |

| 30. května 1962 15:00 UTC-4 |        |                    |                                                                                |
| Uruguay                     | 2 – 1  | Kolumbie           | Estadio Carlos Dittborn, Arica diváci: 7 908 rozhodčí: Andor Dorogi (Maďarsko) |
| Sasía 56' Cubilla 75'       | Report | Zuluaga 19' (pen.) | Estadio Carlos Dittborn, Arica diváci: 7 908 rozhodčí: Andor Dorogi (Maďarsko) |

| 31. května 1962 15:00 UTC-4 |        |            |                                                                            |
| Sovětský svaz               | 2 – 0  | Jugoslávie | Estadio Carlos Dittborn, Arica diváci: 15 000 rozhodčí: Albert Dusch (NSR) |
| Ivanov 51' Ponědělnik 83'   | Report |            | Estadio Carlos Dittborn, Arica diváci: 15 000 rozhodčí: Albert Dusch (NSR) |

| 2. června 1962 15:00 UTC-4                |        |             |                                                                                     |
| Jugoslávie                                | 3 – 1  | Uruguay     | Estadio Carlos Dittborn, Arica diváci: 8 829 rozhodčí: Karol Galba (Československo) |
| Skoblar 25' (pen.) Galić 29' Jerković 49' | Report | Cabrera 19' | Estadio Carlos Dittborn, Arica diváci: 8 829 rozhodčí: Karol Galba (Československo) |

| 3. června 1962 15:00 UTC-4                 |        |                                          |                                                                                    |
| Sovětský svaz                              | 4 – 4  | Kolumbie                                 | Estadio Carlos Dittborn, Arica diváci: 8 040 rozhodčí: João Etzel Filho (Brazílie) |
| Ivanov 8', 11' Čislenko 10' Ponědělnik 56' | Report | Aceros 21' Coll 68' Rada 72' Klinger 86' | Estadio Carlos Dittborn, Arica diváci: 8 040 rozhodčí: João Etzel Filho (Brazílie) |

| 6. června 1962 15:00 UTC-4 |        |           |                                                                              |
| Sovětský svaz              | 2 – 1  | Uruguay   | Estadio Carlos Dittborn, Arica diváci: 9 973 rozhodčí: Cesare Jonni (Itálie) |
| Mamykin 38' Ivanov 89'     | Report | Sasía 54' | Estadio Carlos Dittborn, Arica diváci: 9 973 rozhodčí: Cesare Jonni (Itálie) |

| 7. června 1962 15:00 UTC-4                 |        |          |                                                                              |
| Jugoslávie                                 | 5 – 0  | Kolumbie | Estadio Carlos Dittborn, Arica diváci: 7 167 rozhodčí: Carlos Robles (Chile) |
| Galić 20', 61' Jerković 25', 87' Melić 82' | Report |          | Estadio Carlos Dittborn, Arica diváci: 7 167 rozhodčí: Carlos Robles (Chile) |

### Skupina B
| Tým       | Z | V | R | P | VG | IG | VG/IG | B |
| --------- | - | - | - | - | -- | -- | ----- | - |
| SRN       | 3 | 2 | 1 | 0 | 4  | 1  | 4.00  | 5 |
| Chile     | 3 | 2 | 0 | 1 | 5  | 3  | 1.67  | 4 |
| Itálie    | 3 | 1 | 1 | 1 | 3  | 2  | 1.50  | 3 |
| Švýcarsko | 3 | 0 | 0 | 3 | 2  | 8  | 0.25  | 0 |

| 30. května 1962 15:00 UTC-4     |        |             |                                                                                     |
| Chile                           | 3 – 1  | Švýcarsko   | Estadio Nacional, Santiago de Chile diváci: 65 000 rozhodčí: Kenneth Aston (Anglie) |
| L. Sánchez 44', 55' Ramírez 51' | Report | Wüthrich 6' | Estadio Nacional, Santiago de Chile diváci: 65 000 rozhodčí: Kenneth Aston (Anglie) |

| 31. května 1962 15:00 UTC-4 |        |        |                                                                                               |
| SRN                         | 0 – 0  | Itálie | Estadio Nacional, Santiago de Chile diváci: 65 440 rozhodčí: Robert Holley Davidson (Skotsko) |
|                             | Report |        | Estadio Nacional, Santiago de Chile diváci: 65 440 rozhodčí: Robert Holley Davidson (Skotsko) |

| 2. června 1962 15:00 UTC-4 |        |        |                                                                                     |
| Chile                      | 2 – 0  | Itálie | Estadio Nacional, Santiago de Chile diváci: 66 057 rozhodčí: Kenneth Aston (Anglie) |
| Ramírez 73' Toro 87'       | Report |        | Estadio Nacional, Santiago de Chile diváci: 66 057 rozhodčí: Kenneth Aston (Anglie) |

| 3. června 1962 15:00 UTC-4 |        |               |                                                                                    |
| SRN                        | 2 – 1  | Švýcarsko     | Estadio Nacional, Santiago de Chile diváci: 64 922 rozhodčí: Leo Horn (Nizozemsko) |
| Brülls 45' Seeler 59'      | Report | Schneiter 73' | Estadio Nacional, Santiago de Chile diváci: 64 922 rozhodčí: Leo Horn (Nizozemsko) |

| 6. června 1962 15:00 UTC-4      |        |       |                                                                                               |
| SRN                             | 2 – 0  | Chile | Estadio Nacional, Santiago de Chile diváci: 67 224 rozhodčí: Robert Holley Davidson (Skotsko) |
| Szymaniak 21' (pen.) Seeler 82' | Report |       | Estadio Nacional, Santiago de Chile diváci: 67 224 rozhodčí: Robert Holley Davidson (Skotsko) |

| 7. června 1962 15:00 UTC-4  |        |           |                                                                                      |
| Itálie                      | 3 – 0  | Švýcarsko | Estadio Nacional, Santiago de Chile diváci: 59 828 rozhodčí: Nikolay Latyshev (SSSR) |
| Mora 1' Bulgarelli 65', 67' | Report |           | Estadio Nacional, Santiago de Chile diváci: 59 828 rozhodčí: Nikolay Latyshev (SSSR) |

### Skupina C
| Tým            | Z | V | R | P | VG | IG | VG/IG | B |
| -------------- | - | - | - | - | -- | -- | ----- | - |
| Brazílie       | 3 | 2 | 1 | 0 | 4  | 1  | 4.00  | 5 |
| Československo | 3 | 1 | 1 | 1 | 2  | 3  | 0.67  | 3 |
| Mexiko         | 3 | 1 | 0 | 2 | 3  | 4  | 0.75  | 2 |
| Španělsko      | 3 | 1 | 0 | 2 | 2  | 3  | 0.67  | 2 |

| 30. května 1962 15:00 UTC-4 |        |        |                                                                                       |
| Brazílie                    | 2 – 0  | Mexiko | Estadio Sausalito, Viña del Mar diváci: 10 484 rozhodčí: Gottfried Dienst (Švýcarsko) |
| Zagallo 56' Pelé 73'        | Report |        | Estadio Sausalito, Viña del Mar diváci: 10 484 rozhodčí: Gottfried Dienst (Švýcarsko) |

| 31. května 1962 15:00 UTC-4 |        |           |                                                                                        |
| Československo              | 1 – 0  | Španělsko | Estadio Sausalito, Viña del Mar diváci: 12 700 rozhodčí: Carl Erich Steiner (Rakousko) |
| Štibrányi 80'               | Report |           | Estadio Sausalito, Viña del Mar diváci: 12 700 rozhodčí: Carl Erich Steiner (Rakousko) |

| 2. června 1962 15:00 UTC-4 |        |                |                                                                                    |
| Brazílie                   | 0 – 0  | Československo | Estadio Sausalito, Viña del Mar diváci: 14 903 rozhodčí: Pierre Schwinte (Francie) |
|                            | Report |                | Estadio Sausalito, Viña del Mar diváci: 14 903 rozhodčí: Pierre Schwinte (Francie) |

| 3. června 1962 15:00 UTC-4 |        |        |                                                                                      |
| Španělsko                  | 1 – 0  | Mexiko | Estadio Sausalito, Viña del Mar diváci: 11 875 rozhodčí: Branko Tesanić (Jugoslávie) |
| Peiró 90'                  | Report |        | Estadio Sausalito, Viña del Mar diváci: 11 875 rozhodčí: Branko Tesanić (Jugoslávie) |

| 6. června 1962 15:00 UTC-4 |        |              |                                                                                    |
| Brazílie                   | 2 – 1  | Španělsko    | Estadio Sausalito, Viña del Mar diváci: 18 715 rozhodčí: Sergio Bustamante (Chile) |
| Amarildo 72', 86'          | Report | Adelardo 35' | Estadio Sausalito, Viña del Mar diváci: 18 715 rozhodčí: Sergio Bustamante (Chile) |

| 7. června 1962 15:00 UTC-4                   |        |                |                                                                                       |
| Mexiko                                       | 3 – 1  | Československo | Estadio Sausalito, Viña del Mar diváci: 10 648 rozhodčí: Gottfried Dienst (Švýcarsko) |
| Díaz 12' Del Águila 29' Hernández 90' (pen.) | Report | Mašek 1'       | Estadio Sausalito, Viña del Mar diváci: 10 648 rozhodčí: Gottfried Dienst (Švýcarsko) |

### Skupina D
| Tým       | Z | V | R | P | VG | IG | VG/IG | B |
| --------- | - | - | - | - | -- | -- | ----- | - |
| Maďarsko  | 3 | 2 | 1 | 0 | 8  | 2  | 4.00  | 5 |
| Anglie    | 3 | 1 | 1 | 1 | 4  | 3  | 1.33  | 3 |
| Argentina | 3 | 1 | 1 | 1 | 2  | 3  | 0.67  | 3 |
| Bulharsko | 3 | 0 | 1 | 2 | 1  | 7  | 0.14  | 1 |

| 30. května 1962 15:00 UTC-4 |        |           |                                                                                          |
| Argentina                   | 1 – 0  | Bulharsko | Estadio El Teniente, Rancagua diváci: 7 134 rozhodčí: Juan Gardeazábal Garay (Španělsko) |
| Facundo 4'                  | Report |           | Estadio El Teniente, Rancagua diváci: 7 134 rozhodčí: Juan Gardeazábal Garay (Španělsko) |

| 31. května 1962 15:00 UTC-4 |        |                    |                                                                             |
| Maďarsko                    | 2 – 1  | Anglie             | Estadio El Teniente, Rancagua diváci: 7 938 rozhodčí: Leo Horn (Nizozemsko) |
| Tichy 17' Albert 61'        | Report | Flowers 60' (pen.) | Estadio El Teniente, Rancagua diváci: 7 938 rozhodčí: Leo Horn (Nizozemsko) |

| 2. června 1962 15:00 UTC-4                  |        |                |                                                                               |
| Anglie                                      | 3 – 1  | Argentina      | Estadio El Teniente, Rancagua diváci: 9 794 rozhodčí: Nikolay Latyshev (SSSR) |
| Flowers 17' (pen.) Charlton 42' Greaves 67' | Report | Sanfilippo 81' | Estadio El Teniente, Rancagua diváci: 9 794 rozhodčí: Nikolay Latyshev (SSSR) |

| 3. června 1962 15:00 UTC-4                    |        |                |                                                                                          |
| Maďarsko                                      | 6 – 1  | Bulharsko      | Estadio El Teniente, Rancagua diváci: 7 442 rozhodčí: Juan Gardeazábal Garay (Španělsko) |
| Albert 1', 6', 53' Tichy 8', 70' Solymosi 12' | Report | Asparuchov 64' | Estadio El Teniente, Rancagua diváci: 7 442 rozhodčí: Juan Gardeazábal Garay (Španělsko) |

| 6. června 1962 15:00 UTC-4 |        |           |                                                                                        |
| Maďarsko                   | 0 – 0  | Argentina | Estadio El Teniente, Rancagua diváci: 7 945 rozhodčí: Arturo Yamasaki Maldonado (Peru) |
|                            | Report |           | Estadio El Teniente, Rancagua diváci: 7 945 rozhodčí: Arturo Yamasaki Maldonado (Peru) |

| 7. června 1962 15:00 UTC-4 |        |           |                                                                                |
| Anglie                     | 0 – 0  | Bulharsko | Estadio El Teniente, Rancagua diváci: 5 700 rozhodčí: Antoine Blavier (Belgie) |
|                            | Report |           | Estadio El Teniente, Rancagua diváci: 5 700 rozhodčí: Antoine Blavier (Belgie) |

## Vyřazovací fáze

### Čtvrtfinále
| 10. června 1962 14:30 UTC-4 |        |               |                                                                               |
| Chile                       | 2 – 1  | Sovětský svaz | Estadio Carlos Dittborn, Arica diváci: 17 268 rozhodčí: Leo Horn (Nizozemsko) |
| Sánchez 11' Rojas 29'       | Report | Čislenko 26'  | Estadio Carlos Dittborn, Arica diváci: 17 268 rozhodčí: Leo Horn (Nizozemsko) |

| 10. června 1962 14:30 UTC-4 |        |          |                                                                               |
| Československo              | 1 – 0  | Maďarsko | Estadio El Teniente, Rancagua diváci: 11 690 rozhodčí: Nikolaj Latyšev (SSSR) |
| Scherer 13'                 | Report |          | Estadio El Teniente, Rancagua diváci: 11 690 rozhodčí: Nikolaj Latyšev (SSSR) |

| 10. června 1962 14:30 UTC-4 |        |              |                                                                                    |
| Brazílie                    | 3 – 1  | Anglie       | Estadio Sausalito, Viña del Mar diváci: 17 736 rozhodčí: Pierre Schwinte (Francie) |
| Garrincha 31', 59' Vavá 53' | Report | Hitchens 38' | Estadio Sausalito, Viña del Mar diváci: 17 736 rozhodčí: Pierre Schwinte (Francie) |

| 10. června 1962 14:30 UTC-4 |        |     |                                                                                               |
| Jugoslávie                  | 1 – 0  | SRN | Estadio Nacional, Santiago de Chile diváci: 63 324 rozhodčí: Arturo Yamasaki Maldonado (Peru) |
| Radaković 85'               | Report |     | Estadio Nacional, Santiago de Chile diváci: 63 324 rozhodčí: Arturo Yamasaki Maldonado (Peru) |

### Semifinále
| 13. června 1962 14:30 UTC-4         |        |              |                                                                                      |
| Československo                      | 3 – 1  | Jugoslávie   | Estadio Sausalito, Viña del Mar diváci: 5 890 rozhodčí: Gottfried Dienst (Švýcarsko) |
| Kadraba 48' Scherer 80', 84' (pen.) | Report | Jerković 69' | Estadio Sausalito, Viña del Mar diváci: 5 890 rozhodčí: Gottfried Dienst (Švýcarsko) |

| 13. června 1962 14:30 UTC-4     |        |                             |                                                                                               |
| Brazílie                        | 4 – 2  | Chile                       | Estadio Nacional, Santiago de Chile diváci: 76 500 rozhodčí: Arturo Yamasaki Maldonado (Peru) |
| Garrincha 9', 32' Vavá 47', 78' | Report | Toro 42' Sánchez 61' (pen.) | Estadio Nacional, Santiago de Chile diváci: 76 500 rozhodčí: Arturo Yamasaki Maldonado (Peru) |

### O bronz
| 16. června 1962 14:30 UTC-4 |        |            |                                                                                                 |
| Chile                       | 1 – 0  | Jugoslávie | Estadio Nacional, Santiago de Chile diváci: 67 000 rozhodčí: Juan Gardeazábal Garay (Španělsko) |
| Rojas 90'                   | Report |            | Estadio Nacional, Santiago de Chile diváci: 67 000 rozhodčí: Juan Gardeazábal Garay (Španělsko) |

### Finále
| 17. června 1962 14:30 UTC-4    |        |                |                                                                                     |
| Brazílie                       | 3 – 1  | Československo | Estadio Nacional, Santiago de Chile diváci: 68 679 rozhodčí: Nikolaj Latyšev (SSSR) |
| Amarildo 17' Zito 69' Vavá 78' | Report | Masopust 15'   | Estadio Nacional, Santiago de Chile diváci: 68 679 rozhodčí: Nikolaj Latyšev (SSSR) |

## Vicemistři světa – Československo
| Brankáři  | 1 – Viliam Schrojf       | ŠK Slovan Bratislava   | 2.8.1931   | 1. září 2007 (ve věku 76 let)      |
|           | 13 – František Schmucker | RH Brno                | 28.1.1940  | 15. července 2004 (ve věku 64 let) |
|           | 22 – Pavel Kouba         | Dukla Praha            | 1.9.1939   | 13. září 1993 (ve věku 54 let)     |
| Obránci   | 2 – Jan Lála             | Dynamo Praha           | 10.11.1938 |                                    |
|           | 3 – Ján Popluhár         | ŠK Slovan Bratislava   | 12.9.1935  | 6. března 2011 (ve věku 75 let)    |
|           | 4 – Ladislav Novák „C“   | Dukla Praha            | 5.12.1931  | 11. března 2011 (ve věku 79 let)   |
|           | 12 – Jiří Tichý          | ČH Bratislava          | 6.12.1933  | 26. srpna 2016 (ve věku 82 let)    |
|           | 21 – Jozef Bomba         | Tatran Prešov          | 30.3.1939  | 27. října 2005 (ve věku 66 let)    |
| Záložníci | 5 – Svatopluk Pluskal    | Dukla Praha            | 28.10.1930 | 29. května 2005 (ve věku 74 let)   |
|           | 6 – Josef Masopust       | Dukla Praha            | 9.2.1931   | 29. června 2015 (ve věku 84 let)   |
|           | 8 – Adolf Scherer        | ČH Bratislava          | 5.5.1938   |                                    |
|           | 16 – Titus Buberník      | ČH Bratislava          | 12.10.1933 | 27. března 2022 (ve věku 88 let)   |
|           | 19 – Andrej Kvašňák      | Spartak Praha Sokolovo | 19.5.1936  | 18. dubna 2007 (ve věku 70 let)    |
| Útočníci  | 7 – Jozef Štibrányi      | Spartak Trnava         | 11.1.1940  |                                    |
|           | 9 – Pavol Molnár         | ŠK Slovan Bratislava   | 13.2.1936  | 6. listopadu 2021 (ve věku 85 let) |
|           | 10 – Jozef Adamec        | Dukla Praha            | 26.2.1942  | 24. prosince 2018 (ve věku 76 let) |
|           | 11 – Josef Jelínek       | Dukla Praha            | 9.1.1941   |                                    |
|           | 14 – Václav Mašek        | Spartak Praha Sokolovo | 21.3.1941  |                                    |
|           | 15 – Vladimír Kos        | Bohemians Praha 1905   | 31.3.1936  | 17. září 2017 (ve věku 81 let)     |
|           | 17 – Tomáš Pospíchal     | Baník Ostrava          | 26.6.1936  | 21. října 2003 (ve věku 67 let)    |
|           | 18 – Josef Kadraba       | SONP Kladno            | 29.9.1933  | 5. srpna 2019 (ve věku 85 let)     |
|           | 20 – Jaroslav Borovička  | Dukla Praha            | 26.11.1931 | 29. prosince 1992 (ve věku 61 let) |
| Trenér    | Rudolf Vytlačil          |                        | 9.2.1912   | 1. června 1977 (ve věku 65 let)    |

## Vítěz
| Mistrovství světa ve fotbale 1962 Brazílie |